# Millerigobius macrocephalus
Millerigobius macrocephalus är en fiskart som först beskrevs av Kolombatovic, 1891.  Millerigobius macrocephalus ingår i släktet Millerigobius och familjen smörbultsfiskar. IUCN kategoriserar arten globalt som otillräckligt studerad. Inga underarter finns listade i Catalogue of Life.